# Colombia i panamerikanska spelen
Colombia i panamerikanska spelen styrs av Colombias Olympiska Kommitté i de panamerikanska spelen. Nationen deltog första gången i de panamerikanska spelen 1951 i Buenos Aires.
De colombianska idrottarna har vunnit 412 medaljer, varav 84 guldmedaljer.